# Channakal, Malur
Channakal là một làng thuộc tehsil Malur, huyện Kolar, bang Karnataka, Ấn Độ.